# Hoklabari
Hoklabari (nep. होक्लाबारी) – gaun wikas samiti we wschodniej części Nepalu w strefie Kośi w dystrykcie Morang. Według nepalskiego spisu powszechnego z 2001 roku liczył on 958 gospodarstw domowych i 4694 mieszkańców (2390 kobiet i 2304 mężczyzn).